# Сицзан жибао
«Сицзан жибао» (кит. упр. 西藏日报, пиньинь Xīzàng Rìbào, тиб. Bod-ljoṅs ñin reʼi tshags par) — главная газета Тибетского автономного района (КНР). Орган Тибетского районного комитета Коммунистической партии Китая.
Издаётся с 22 апреля 1956 года в Лхасе. Выходит ежедневно кроме понедельника. Имеет две версии — на китайском и тибетском языках. Распространяется в Тибетском автономном районе, а также в населённых тибетцами частях провинций Сычуань, Цинхай и Ганьсу.
В газете публикуются новости Тибета, Китая и мировые новостные сообщения. Также уделяется внимание новостям спорта, культуры и финансов.
Тираж — около 2 млн. экземпляров.